# Jeskyně v Záskočí
Jeskyně v Záskočí či Záskočská jeskyně se nachází v mohutném masívu Krakovy hole v Nízkých Tatrách. Jeskynní systém se skládá ze dvou spojených jeskyní V Záskočí a Na Předních s celkovou délkou 5034 m chodeb, propastí a dómů s vertikálním rozpětím 284 m. Tento podzemní labyrint odvodňuje území od hřbetu Přední, až po uzávěr doliny Záskočí. Vchod do jeskynního systému leží v nadmořské výšce 1332 m.
Jeskyně v Záskočí je vytvořená v komplexu střednětriasových vápenců a dolomitů. Jeskyně je charakteristická trubkovitými chodbami, ukazující modelaci chodeb vodním tokem.
Jeskynní systém představují dvě hlavní chodby, situované nad sebou, které jsou rozčleněné stupni s několika propasťovitými úseky. Jedná se o dvě vývojové úrovně fosilního říčního toku. Jeskynní systém vznikl korozně-erozní činností vodního toku, který se postupně zařezával do vápencového masívu. Vliv na vývoj jeskyně měly také prosakující atmosférické vody do tektonicky porušeného vápencového masívu Krakovy hole.